# 南芝加哥高地 (伊利諾伊州)
南芝加哥高地（英語：South Chicago Heights）是位於美國伊利諾伊州庫克縣的一個村落。

## 地理
南芝加哥高地的座標為41°29′00″N 87°38′15″W / 41.48333°N 87.63750°W，而該地最高點為海拔高度180米（即591英尺）。

## 人口
根據2010年美國人口普查的數據，南芝加哥高地的面積為4.14平方千米，當中陸地面積為4.09平方千米，而水域面積為0.05平方千米。當地共有人口4139人，而人口密度為每平方千米999人。